# Kokang

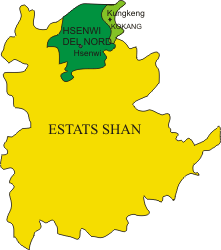
Mapa de situació de l'estat de Kokang

Kokang és un estat dels estats Shan dins l'Estat Shan de Myanmar. Està separat de Hsenwi del nord pel riu Salween. L'únic pas és a Kunlong (un ferri). La capital és Kungkeng. El país té uns 600 llogarets i pobles dels quals prop de 500 són habitats per l'ètnia kokang, i la resta es reparteixen entre els palaung, els was i els meng. És un estat densament poblat. El país és muntanyós i la població ha creat milers de terrasses pel cultiu, ja que no hi ha terra plana, el que el fa un territori molt ric, tant per la laboriositat dels seus habitants que els proporciona una gran producció agrícola com per l'opi, que es cultivava fa segles però ara a més a més s'exporta clandestinament. Dins l'estat Shan, el Kokang forma un dels estats, abans principat. La successió del principat fou pel mascle de major d'edat. El títol era Saopha de Kokang; la reina era la Mahadevi; l'hereu el Ying Kwan i la princesa (dona de l'hereu) Ying Tai. Des del 1959 és una república. Els Kokang són la nació de Myanmar, que viu a l'estat Kokang dins l'estat Shan de Myanmar. Els kokang són d'ètnia xinesa barrejats amb poblacions locals.

## Història
La família reial del Kokang fou la família Yang, originària del Yunnan a la Xina. Partidaris de la dinastia Ming es van establir al Yunnan i la van netejar de bandits a finals del segle xvii. Per enllaços matrimonials i aliances es van introduir als Estats Shan, on un nombrós grup de xinesos s'havia establert al nord-est, després del setge d'Ayuthia. El 1885 després de l'annexió de l'alta Birmània, els britànics van intentar establir-se a aquest territori el que van aconseguir el 4 de febrer de 1897, en què el principat de Kokang dirigit pel seu príncep va reconèixer la sobirania britànica, com a districte o subestat dins el principat shan de Hsenwi del nord, i Xina va renunciar als seus drets.
Uns milers de xinesos que van participar en el setge d'Ayuthia no van tornar al seu país i es van establir (segle xviii) en l'actual regió de Kokang que després del 1840 va passar a formar part de l'estat shan de Hsenwe del nord. Els princeps locals però cada vegada eren més independents i finalment es van negar a rebre funcionaris del principat shan, inclòs a funcionaris britànics fins al 1897.
El 1942 els Japonesos van envair Birmània però a Kokang van trobar resistència. El Sawgwagyi (príncep) de Hsenwe del nord fou destituït pels japonesos que col·locaren al davant de l'estat a sa germà Sao Yape Hpa. Kokang no obstant no va formar part dels Estats federats shan i fou administrat per l'exèrcit japonès. El 1943 l'exèrcit japonès va ocupar Kokang; el Myose (príncep) de Kokang va fugir a la Xina (i fou detingut) i després a l'Índia. Quan els britànics van tornar el 1945 van restablir el principat de Hsenwe del nord. El Sawgwagi demanar al General Pearce la restitució de Kokang, però els britànics van considerar el territori com a estat separat si bé això no va tenir reflex legal. Yang Kyein Tsai, fill i hereu del Myose de Kokang va demanar la separació definitiva, però els informes van indicar que havia de seguir com subestat i per això Yang Kyein Tsai es va entrevistar amb el Sawgwagyi de Hsenwee del nord i finalment es va acordar que Kokang se separaria però el ferri de Kunlong seria administrat en comú. Aquesta decisió l'havia d'aprovar el govern birmà que tenia por que en estar Kokang a la frontera amb Xina i ser la població del territori en un 90% d'origen xines, s'unís a aquest país, però una enquesta va determinar que Kokang únicament volia separar-se de Hsenwi del nord però no unir-se a la Xina, i finalment el 25 d'agost de 1947 es va acordar la separació per Sao Hkun Hkio, conseller de l'administració d'àrees frontereres. El príncep (myose) de Kokang va prendre el títol shan de Saopha (príncep celestial).
Des del 1948 va formar part de Birmània dins l'estat Shan i la família reial va servir lleialment al govern central. El 1949 elements del Guomindang fugits de la Xina van establir-se a la regió i hi van restar per més de quatre anys fins que foren expulsats el 1953. El 1959 els prínceps shan van abdicar el seu poder a l'administració nacional electe del país Shan que demanava la independència als birmans, però el príncep de Kokang Yang Kyein Tsai no va voler renunciar a favor del govern Shan, i va abdicar el poder en el poble Kokang. El seu germà Yang Kyein Sein (conegut per Jimmy Yang), que havia estat primer ministre de Kokang (1947-1950) va fundar la Força Revolucionaria Kokang el 1963, que va actuar militarment, fins que el 1969 va haver de passar a Tailàndia (el 1971 es va exiliar a França).
L'1 de gener de 1968 els comunistes del Partit Comunista de Birmània (PCB) van entrar a la Vall de Shweli, i la van ocupar, i després van entrar a Kokang que també van ocupar; després, en un nou avanç, van ocupar el país Wa. Les poblacions autòctones Lishu, Kokang, Wa, Palaung i Katxin de la zona van rebre armes i es van crear els batallons comunistes 303, 404 i 505. A finals dels setanta els comunistes van començar a introduir l'opi com a font de finançament de la guerra, i el 1985 s'havia generalitzat el cultiu d'opi. Dels cent mil habitants de Kokang, tres mil es van convertir en addictes. Els kokangs del Partit Comunista de Birmània se'n van separar (12 de març de 1989) i van formar l'Exèrcit de l'Aliança Nacional Democràtica de Myanmar (EANDM) que va controlar el país, i van signar un acord de pau amb el govern (21 de març de 1989); el Partit Comunista, privat dels kokangs, i després dels Wa (que també es van revoltar i separar), es van enfonsar el mateix any 1989 i els seus caps van fugir a la Xina. La EANMD (les sigles en anglès són MNDAA) té com a líder principal a Hpong Kya Shin.
El 1990 el govern birmà va iniciar una ofensiva amb l'objectiu d'eliminar els cultius de droga de la regió en sis anys però sembla que en realitat amagava una tolerància a canvi de la no activitat guerrillera concretada a l'acord de pau, de manera que els cultius han continuat. El mateix any es va crear la regió especial número ù, que deixava el control del país als Kokang i a la EANMD dirigits per Hpong Kya Shin.

## Prínceps de Kokang
- Yang Gao Sho (1622-1697)
- Yang Ying (1662-1726), fill, cap local de Hung Shito Ho, al Kho Kan Shan (Kokang) després de 1697-1726
- Yang Shien Tsai (1685-1758), fill, cap local de Shin Da Hu (avui Ta Shwe Htan), senyor de la regió des de 1739 amb capital a Kya Tzi Shu (Satishu) 1726-1758
- Yang Wei Shin, senyor de Kho Kan Shan (?-1795), fill, 1758-1795
- Yang Yon Gen, Heng de Ko Kan Shan, reanomenat Kokang (1770-1840) 1795-1840
- Yang Guo Hwa, Heng de Kokang (1814-1874) 1840-1874, fill, vassall de Hsenwe del nord després de 1840.
- Yang Guo Zhen (Hkun Lu Kwan), Heng de Kokang (1840-1916) 1874-1916, germà, sota protectorat britànic des del 4 de febrer de 1897; va abdicar el 1916.
- Yang Chun Yon (Rong) conegut per Yang Shwin Yong Tzu Ye (Cha-Tan-Shu o Lao Lai), nebot (fill de Yang Gwo Hwa), primer Myosa de Kokang (1878-1927) 1916-1927
- Yang Wen Pin (1897-1949), Myosa of Kokang 1927-1947
- Yang Wen Tsan, regent de Kokang, (1904-?) 1943-1945, germà
- Yang Wen Pin (1897-1949), Myosa de Kokang 1945-1947 (segona vegada) i Saopha de Kokang 1947-1949
- Sao Yang Kyein Tsai (Edward Yang) (1918-1971), fill, Saopha de Kokang 1949-1959